# 1956年の映画
1956年の映画（1956ねんのえいが）では、1956年（昭和31年）の映画分野の動向についてまとめる。
1955年の映画 - 1956年の映画 - 1957年の映画

## 出来事

### 世界
- 米国、ドライブインシアター増加[1]。
- 2月 - 英国、リンゼイ・アンダーソン、カレル・ライス、映画運動フリー・シネマ結成[1][2]。
- 3月12日 - イタリア・ローマで第1回日本映画見本市開催[3][4]。
- 3月15日 - 米国、『禁断の惑星』（フレッド・M・ウィルコックス（英語版）監督）公開[5]、『禁断の惑星』などのSFやホラー映画が流行[1]。
- 3月21日 - 稲垣浩監督『宮本武蔵』が第28回アカデミー賞名誉賞（外国語映画賞に相当）受賞[6][7][3][8][注 1]。
- 6月12日 - 第3回東南アジア映画祭が香港で16日まで開催[9][10][注 2]。6月16日、『源義経』（萩原遼監督）、美術賞受賞[11]。映画祭の名称をアジア映画祭に変更[9]。東南アジア映画製作者連盟も「アジア映画製作者連盟」に改称[6]。
- 7月 - 今井正監督『真昼の暗黒』がチェコスロバキアの第9回カルロヴィ・ヴァリ国際映画祭で入賞[12][3]。
- 7月3日 - 第6回ベルリン国際映画祭で豊田四郎監督『白夫人の妖恋』がカラー撮影賞を[3][注 3]、日本映画新社『カラコルム』が記録映画銀熊賞をそれぞれ受賞[3][注 4]。
- 9月 - 第17回ベニス国際映画祭、市川崑監督『ビルマの竪琴』がサン・ジョルジョ賞受賞[9][3][10]。
- 11月15日 - 米国、ロック歌手エルビス・プレスリー、『やさしく愛して』で映画デビュー[1][14]。
- 11月28日 - フランス、『素直な悪女』（ロジェ・ヴァディム監督）公開[15]、この映画によってブリジット・バルドーが世界的人気女優となる[1]。
- 月日不詳
  - 『子供の眼』（川頭義郎監督）[16]、第13回ゴールデングローブ賞外国語映画賞受賞[17][18]。

### 日本
- 1月
  - 1月3日 - 「社長シリーズ」第1作『へそくり社長』公開[8]、大ヒット[6]。 以後、「社長シリーズ」は計33作続く[6]。
  - 1月15日 - 東映創立5周年記念映画『赤穗浪士 天の巻・地の巻』が公開され、大ヒット[11][19]。そのほか、1月は『旗本退屈男 謎の決闘状』 / 『黒田騒動』のヒットもあり、東映は月間配給収入が8億7686万円で邦画界首位となった[20]。
  - 1月19日 - 日本映画連合会理事会、「映画の日」と「映画功労賞」を制定[9][4]。
  - 1月30日 - 片岡千恵蔵、第6回ブルーリボン賞大衆賞受賞[11]。
- 3月
  - 映画館の新築ブーム[12][3][4]。東京は敗戦時の4倍、452館となった[12][3][4]。
  - 3月26日 - 中小企業金融公庫の貸出対象に「映画興行業」が追加される[9][4]。
- 4月
  - 4月2日 - 大阪・東宝敷島劇場、敷島シネマがリニューアル・オープン[10]。
- 5月
  - 日活、古川卓巳監督『太陽の季節』公開[9][3]、空前のヒット[21]。 同じく石原慎太郎原作で6月公開の大映『処刑の部屋』（市川崑監督）はともに太陽族映画と呼ばれ、教育関係者から非難轟々[3]。
  - 映画審議会解散[9][3]。 『わが国の映画産業育成要請書』発行[3]。
  - 5月17日 - 東映、創立5周年記念式典・祝賀パーティー開催[22]。
  - 5月24日 - 売春防止法公布[12]。
- 6月
  - 6月7日 - 東映、国際テレビ放送設立を郵政省に申請[23]。
- 7月
  - 7月11日 - 邦画5社長会議で映倫（映画倫理規程管理委員会）の改組と劇映画のテレビ提供中止を決議[9][10]。
  - 7月12日 - 日活、中平康監督『狂った果実』公開 [24]。『太陽の季節』や『狂った果実』が空前の大当たり[24]。太陽族映画がブームになる[24]。
  - 7月31日 - 東映、東京・新橋メトロ映画劇場の営業を廃止[11]。
- 8月
  - 8月1日 - 東映、日動映画を買収し、東映動画（現・東映アニメーション）が発足[25][26]。
  - 8月14日 - 日本映画連合会、NHKに対し劇映画のテレビ提供を9月末で打切ると申入れ[10][注 5]。
  - 8月24日 - 映画監督溝口健二（58歳）死去[9][3][27]。
- 9月
  - 9月1日 - 東映京都撮影所、パーマネント・オープンセット「東映城」竣工[22]。
  - 9月10日 - 東映、専門館600館達成記念式典・感謝パーティーを東映京都撮影所で開催[22]。
  - 9月14日 - 築地松竹会館 (現・築地松竹ビル) 竣工。松竹本社、新富町より移転[28]。松竹セントラル、松竹中央劇場、築地松竹劇場、松竹名画座の4劇場開場[28][注 6]。
  - 9月20日 - 通産省、70ミリ映写機の輸入を許可[9][3][29]。29日、ビスタビジョン撮影機輸入許可[28]。
- 10月
  - 10月1日 - 日活を除く邦画5社、劇映画のテレビ提供打ち切り、専属俳優のテレビ出演を制限[28]。
  - 10月31日
    - 大蔵省、洋画関係の全業者に対し、「外国映画の上映期間は封切り後5年間に限定」と通達[9][29]。
    - 松竹、3年前に完成したにもかかわらず、BC級戦犯を扱った題材のためアメリカに遠慮して未公開だった小林正樹監督『壁あつき部屋』[30]を公開[3]。
- 11月
  - 11月1日 - 大阪難波・南街文化劇場を「南街スカラ座」と改称[28]。
  - 11月16日 - 大阪・梅田コマ劇場開場[9][29]。
  - 11月29日 - 東京・シナリオ会館完成[9][31][29]。
- 12月
  - 東映、年間配収50億8683万円となり、業界第1位の成績を勝ち取る[20][19]。
  - 12月1日
    - 第1回「映画の日」制定され、第1回映画功労賞の表彰など記念行事が各地で開かれる[9][3][28]。
    - 東京・渋谷東急文化会館開場[28][32][注 7]。
    - 東京・新宿ミラノ座、新宿東急開場[28]。
    - 大阪テレビ放送（現・朝日放送テレビ）開局[28][29]。

  - 12月20日
    - NHK、カラーテレビ東京実験局開始[12]。
    - 映画倫理管理委員会（新映倫）発会式[29][9]。米画メジャー10社も協力[28]。

  - 12月28日
    - 東京・新宿コマ劇場開場[9][29]。コマ東宝とコマシネマもオープン[29]。
    - 初の70ミリ映画、トッド-AOシステム（英語版）『オクラホマ!』が新宿コマ劇場[29]と梅田コマ劇場で公開[3]。

  - 12月29日 - 東京・渋谷東宝劇場、渋谷スカラ座オープン[28][矛盾 ⇔ 渋谷東宝会館]。
  - 12月31日 - 北海道・札幌東映が「夜通し興行」（オールナイト興行）を実施、東映直営館では初[33]。

## 日本の映画興行
- 入場料金（大人）
  - 150円（東京の邦画封切館）[34]
  - 143円（統計局『小売物価統計調査（動向編） 調査結果』[35] 銘柄符号 9341「映画観覧料」）[36]
- 入場者数 9億9388万人[37]
- 興行収入 618億9900万円[37]

| 配給会社 | 年間配給収入 | 前年対比 |
| -------- | ------------ | -------- |
| 松竹     | 47億7304万円 | 100.2%   |
| 東宝     | 40億9396万円 | 127.1%   |
| 大映     | 45億9931万円 | 112.8%   |
| 新東宝   | 16億1703万円 | 086.5%   |
| 東映     | 50億8683万円 | 112.3%   |
| 日活     | 32億3753万円 | 136.9%   |

出典: 井上雅雄「映画産業の戦後｢黄金期｣の実態(下) : ポスト占領期の映画産業と大映の企業経営・補論」『立教經濟學研究』第71巻第2号、立教大学経済学研究会、2017年10月、102頁、doi:10.14992/00015468。

## 各国ランキング

### 日本配給収入ランキング
| 順位 | 題名                      | 配給 | 配給収入    |
| ---- | ------------------------- | ---- | ----------- |
| 1    | 任侠清水港                | 東映 | 3億5319万円 |
| 2    | 蜘蛛巣城                  | 東宝 | 1億9800万円 |
| 3    | 恐怖の空中殺人            | 東映 | 1億9291万円 |
| 4    | 曽我兄弟 富士の夜襲       | 東映 | 1億9009万円 |
| 5    | 旗本退屈男 謎の幽霊船     | 東映 | 1億8678万円 |
| 6    | 銭形平次捕物控 まだら蛇   | 松竹 | 1億8676万円 |
| 7    | 太陽の季節                | 日活 | 1億8564万円 |
| 8    | 月形半平太 花の巻・嵐の巻 | 大映 | 1億8543万円 |
| 9    | 米                        | 東映 | 1億7511万円 |
| 10   | 歌う弥次喜多 黄金道中     | 松竹 | 1億7456万円 |

出典:『キネマ旬報ベスト・テン85回全史 1924-2011』キネマ旬報社〈キネマ旬報ムック〉、2012年5月、128頁。ISBN 978-4873767550。
| 順位 | 題名             | 製作国                            | 配給                            | 配給収入    |
| ---- | ---------------- | --------------------------------- | ------------------------------- | ----------- |
| 1    | ジャイアンツ     | アメリカ合衆国の旗                | ワーナー・ブラザース            | 2億1926万円 |
| 2    | 海底二万哩       | アメリカ合衆国の旗                | 大映                            | 2億1561万円 |
| 3    | 戦争と平和       | イタリアの旗 · アメリカ合衆国の旗 | パラマウント映画                | 2億0942万円 |
| 4    | 征服者           | アメリカ合衆国の旗                | RKO                             | 1億8305万円 |
| 5    | 八月十五夜の茶屋 | アメリカ合衆国の旗                | MGM                             | 1億7824万円 |
| 6    | わんわん物語     | アメリカ合衆国の旗                | 大映                            | 1億7515万円 |
| 7    | 空中ぶらんこ     | アメリカ合衆国の旗                | ユナイテッド・アーティスツ 松竹 | 1億7020万円 |
| 8    | ピクニック       | アメリカ合衆国の旗                | コロンビア ピクチャーズ         | 1億6236万円 |
| 9    | トロイのヘレン   | アメリカ合衆国の旗                | ワーナー・ブラザース            | 1億5873万円 |
| 10   | 捜索者           | アメリカ合衆国の旗                | ワーナー・ブラザース            | 1億4507万円 |

出典:『キネマ旬報ベスト・テン85回全史 1924-2011』キネマ旬報社〈キネマ旬報ムック〉、2012年5月、129頁。ISBN 978-4873767550。

## 受賞
- 第29回アカデミー賞
  - 作品賞 - 『八十日間世界一周』 - マイケル・トッド・カンパニー、ユナイテッド・アーティスツ
  - 監督賞 - ジョージ・スティーヴンス - 『ジャイアンツ』
  - 主演男優賞 - ユル・ブリンナー - 『王様と私』
  - 主演女優賞 - イングリッド・バーグマン - 『追想』
  - 助演男優賞 - アンソニー・クイン - 『炎の人ゴッホ』
  - 助演女優賞 - ドロシー・マローン - 『風と共に散る』
  - 外国語映画賞 - 『道』 - フェデリコ・フェリーニ監督、 イタリア

- 第14回ゴールデングローブ賞
  - 作品賞 (ドラマ部門) - 『八十日間世界一周』
  - 主演男優賞 (ドラマ部門) - カーク・ダグラス - 『炎の人ゴッホ』
  - 主演女優賞 (ドラマ部門) - イングリッド・バーグマン - 『追想』
  - 作品賞 (ミュージカル・コメディ部門) - 『王様と私』
  - 主演男優賞 (ミュージカル・コメディ部門) - カンティンフラス - 『八十日間世界一周』
  - 主演女優賞 (ミュージカル・コメディ部門) - デボラ・カー - 『王様と私』
  - 監督賞 - エリア・カザン - 『ベビイ・ドール』
  - 助演男優賞 - アール・ホリマン - 『雨を降らす男』
  - 助演女優賞 - アイリーン・ヘッカート - 『悪い種子』
  - 外国映画賞
    - Before Sundown -  西ドイツ
    - The Girl in Black -  ギリシャ
    - 『リチャード三世』 -  イギリス
    - 『太陽とバラ』 -  日本
    - 『戦争と平和』 -  イタリア
    - The White Reindeer -  フィンランド

- 第22回ニューヨーク映画批評家協会賞
  - 作品賞 - 『八十日間世界一周』

- 第9回カンヌ国際映画祭
  - パルム・ドール - 『沈黙の世界』 - ジャック＝イヴ・クストー、ルイ・マル監督、 フランス

- 第17回ヴェネツィア国際映画祭
  - 金獅子賞 - 受賞無し

- 第6回ベルリン国際映画祭
  - 金熊賞 - 『舞踏への招待』 - ジーン・ケリー監督、 イギリス

- 第7回ブルーリボン賞
  - 作品賞 - 『真昼の暗黒』
  - 主演男優賞 - 佐田啓二（『あなた買います』『台風騒動記』）
  - 主演女優賞 - 山田五十鈴（『母子像』『猫と庄造と二人のをんな』『流れる』）
  - 監督賞 -  今井正（『真昼の暗黒』）

- 第30回キネマ旬報ベスト・テン
  - 外国映画第1位 - 『居酒屋』
  - 日本映画第1位 - 『真昼の暗黒』

- 第11回毎日映画コンクール
  - 日本映画大賞 - 『真昼の暗黒』

- 第11回文部省芸術祭賞
  - 映画部門（日本劇映画） - 『流れる』
  - 映画部門（外国映画）
    - 劇映画・金賞 - 『居酒屋』
    - 児童向け・金賞 - 『赤い風船』[43][44]

## 生誕
- 1月1日 - 役所広司、 日本、男優
- 1月3日 - メル・ギブソン、 アメリカ合衆国、男優・映画監督
- 1月5日 - 榎木孝明、 日本、男優
- 1月7日 - デヴィッド・カルーソ、 アメリカ合衆国、男優
- 1月9日 - キンバリー・ベック、 アメリカ合衆国、男優
- 1月18日 - 水島裕、 日本、声優
- 1月21日 - ジーナ・デイヴィス、 アメリカ合衆国、女優
- 1月27日 - ミミ・ロジャース、 アメリカ合衆国、女優
- 2月3日 - ネイサン・レイン、 アメリカ合衆国、男優
- 2月5日 - 大地真央、 日本、女優
- 2月11日 - キャスリーン・ベラー、 アメリカ合衆国、女優
- 2月15日 - 浅田美代子、 日本、女優・歌手
- 3月1日 - ティモシー・デイリー、 アメリカ合衆国、男優
- 3月7日 - ブライアン・クランストン、 アメリカ合衆国、男優・映画監督
- 3月8日 - 佳那晃子、 日本、女優
- 3月13日 - ダナ・デラニー、 アメリカ合衆国、女優
- 3月20日 - 竹中直人、 日本、男優
- 4月8日 - 田中好子、 日本、女優・歌手
- 4月12日 - アンディ・ガルシア、 キューバ アメリカ合衆国、男優
- 4月18日 - 宅麻伸、 日本、男優
- 5月12日 - 余貴美子、 日本、女優
- 7月1日 - アラン・ラック、 アメリカ合衆国、男優
- 7月9日 - トム・ハンクス、 アメリカ合衆国、男優・映画監督
- 7月11日 - セーラ・ウォード、 アメリカ合衆国、女優
- 7月31日 - マイケル・ビーン、 アメリカ合衆国、男優
- 8月12日 - ブルース・グリーンウッド、 カナダ、男優
- 8月12日 - 東てる美、 日本、女優
- 8月20日 - ジョアン・アレン、 アメリカ合衆国、女優
- 8月21日 - キム・キャトラル、 イングランド カナダ、女優
- 8月23日 - 岡江久美子、 日本、女優
- 9月20日 - ゲイリー・コール、 アメリカ合衆国、男優
- 9月26日 - リンダ・ハミルトン、 アメリカ合衆国、女優
- 10月20日 - ダニー・ボイル、 イングランド、映画監督・脚本家
- 10月21日 - キャリー・フィッシャー、 アメリカ合衆国、女優
- 10月21日 - 永島敏行、 日本、男優
- 10月29日 - 周防正行、 日本、映画監督
- 11月8日 - リチャード・カーティス、 ニュージーランド イギリス、映画監督・脚本家
- 11月20日 - ボー・デレク、 アメリカ合衆国、女優・モデル
- 12月22日 - 村上弘明、 日本、男優

## 死去
| 日付 | 日付 | 名前                           | 出身国                          | 年齢 | 職業                                   |
| 1月  | 12日 | ノーマン・ケリー               | アメリカ合衆国の旗              | 61   | 男優                                   |
| 1月  | 23日 | アレクサンダー・コルダ         | ハンガリーの旗                  | 62   | 映画監督・ロンドン・フィルムズの設立者 |
| 3月  | 25日 | ロバート・ニュートン           | イギリスの旗                    | 50   | 男優                                   |
| 4月  | 15日 | キャスリーン・ハワード         | カナダの旗 · アメリカ合衆国の旗 | 71   | オペラ歌手・女優                       |
| 6月  | 6日  | マーガレット・ワイチャーリイ   | イギリスの旗                    | 74   | 女優                                   |
| 6月  | 30日 | トリーネ・ルンド               | ノルウェーの旗                  | 76   | 男優                                   |
| 7月  | 16日 | ウーロフ・ビンネルストランド   | スウェーデンの旗                | 80   | 男優                                   |
| 8月  | 16日 | ベラ・ルゴシ                   | ハンガリーの旗                  | 73   | 男優                                   |
| 10月 | 9日  | マリー・ドロ                   | アメリカ合衆国の旗              | 74   | 女優                                   |
| 10月 | 14日 | ジュアンヌ・ダルシー           | フランスの旗                    | 91   | 女優                                   |
| 11月 | 10日 | アードマン・ペナー             | カナダの旗                      | 51   | 脚本家                                 |
| 11月 | 30日 | ヴィゴ・ヴィーイ               | デンマークの旗                  | 81   | 男優                                   |
| 12月 | 12日 | エドワード・アンドレ・デュポン | ドイツの旗                      | 64   | 映画監督                               |
| 12月 | 29日 | ホームズ・ハーバート           | イギリスの旗                    | 74   | 男優                                   |

## 映画デビュー
- ジャン＝ポール・ベルモンド
- マイケル・ケイン
- ジェームズ・ガーナー
- ロバート・モース
- レスリー・ニールセン
- エルヴィス・プレスリー
- リップ・トーン